# ای‌آی‌اس
ای‌آی‌اس (انگلیسی: Advanced Info Service) شرکت مخابرات تایلندی است، که در سال ۱۹۸۶ توسط تاکسین شیناواترا تأسیس شد.